# Círculo da Borgonha

Círculo da Brogonha no século XVI.

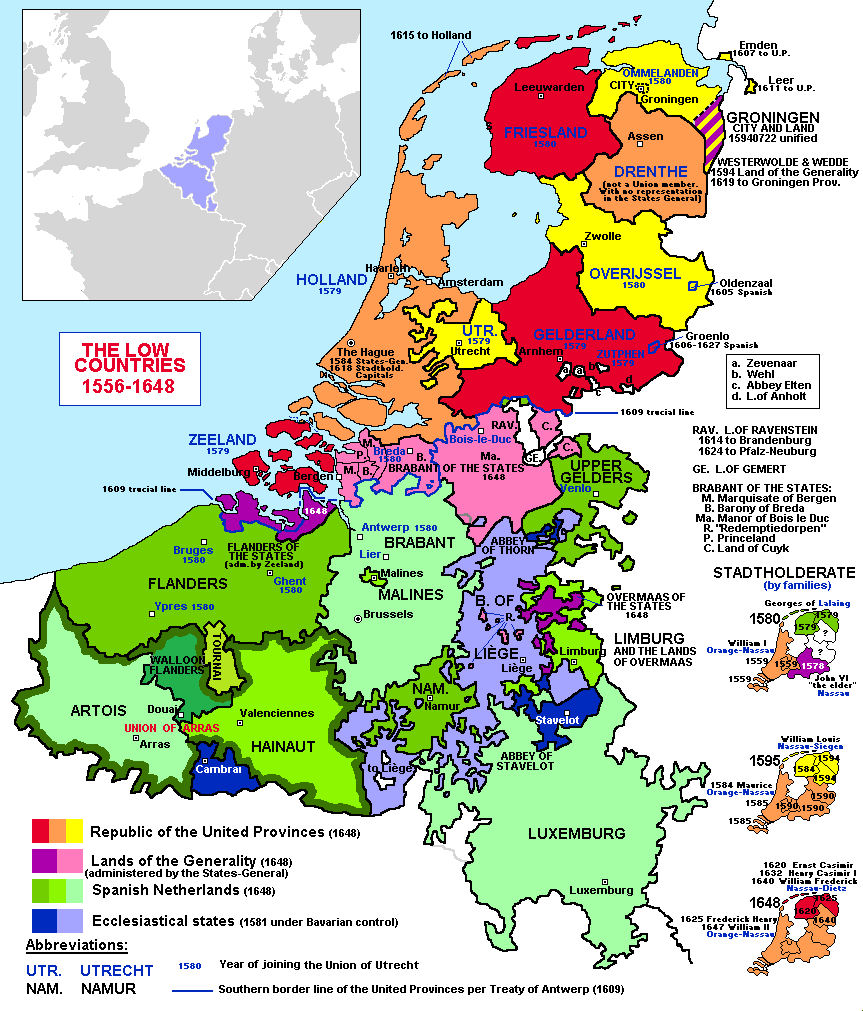
Mapa dos Países Baixos (1556-1648)

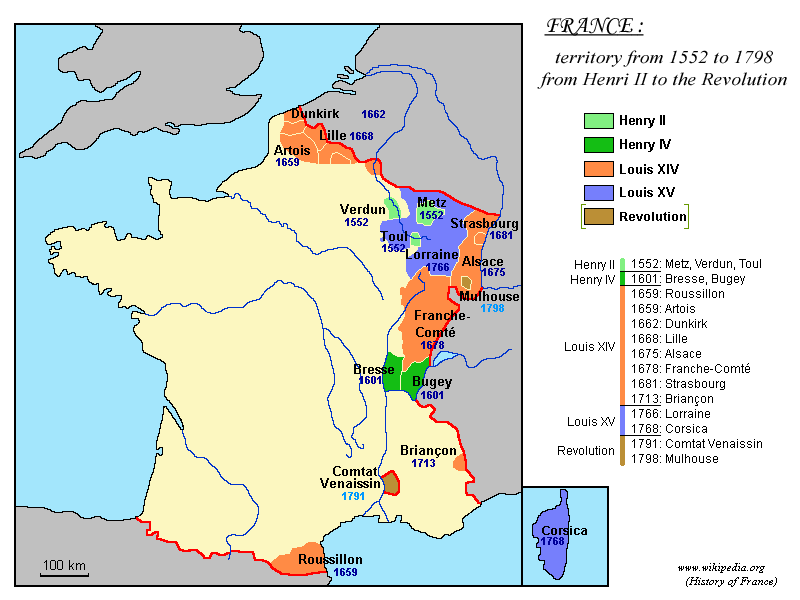
Expansão territorial francesa. Na época de Luís XIV está na cor laranja

O Círculo da Borgonha (alemão: Burgundische Kreis, holandês: Bourgondische Kreits, francês: Cercle de Bourgogne) era um Círculo Imperial do Sacro Império Romano-Germânico criado em 1512 e significativamente ampliado em 1548. Além do Condado Livre da Borgonha (atual Franche-Comté), o círculo cobria, mais ou menos, os Países Baixos, ou seja, as áreas atualmente conhecidas como os Países Baixos, Bélgica e Luxemburgo e dois distritos do norte de França (Artois, Flandres), com exceção do Principado-Bispado de Liège que pertencia ao Círculo Inferior do Reno-Westphalia.
O território do Círculo foi reduzido, consideravelmente, no século XVII, com a Secessão das Sete Províncias Unidas em 1581 (reconhecido 1648) e com a anexação do Condado livre da Borgonha pela França em 1678, pelo Rei Luís XIV. A ocupação e a subsequente anexação do Território Imperial a oeste do Rio Reno pela França revolucionária na década de 1790, efetivamente, trouxe o fim à existência do círculo, em 17 de outubro de 1797, que reconheceu a anexação no Tratado de Campoformio, completando assim o fim do Círculo da Borgonha.

## História
A Imperial Dezessete Províncias surgiu a partir dos Países Baixos burgúndios governada em união pessoal pelo francês duques da Borgonha. A maioria deles tinham sido feudos do Sacro Império Romano no território da Lorena inferior, exceto para a Flandres e Artois. Em 1477, foram para a Casa de Habsburgo.
Em 1363, o rei francês João II de Valois principal seu filho mais novo de Felipe, o Calvo com o Ducado da Borgonha. Filipe em 1369 casou-se com Margarida de Dampierre, única filha do Conde Luís II de Flandres (d. 1384), cujo dote imenso não só composta de Flandres e Artois, mas também o Imperial Condado da Borgonha. Assim, tornou-se o progenitor da Casa de Valois-Borgonha que sistematicamente entrou na posse dos feudos imperiais diferentes: seu neto Filipe, o Bom, Duque da Borgonha de 1419, comprou Namur em 1429, herdado os ducados de Brabante e Limburgo de seu primo Felilpe de Saint-Pol, em 1430. Em 1432, obrigou Jacqueline de Wittelsbach, a ceder-lhe o Condado de Hainaut e Holanda com Zeeland, de acordo com o Tratado de Delft e finalmente sendo Luxemburgo  ocupado, exilando Duquesa Elisabeth de Görlitz em 1443.
O Reino Burgúndio então tinha uma semelhança com a Lotaríngia medieval cedo, no entanto caiu de repente com a morte do ambicioso Carlos o Calvo. Em 1473 ele tinha feito um acordo com o Imperador Frederico III de Habsburgo, segundo o qual ele casasse com sua filha Maria com o filho do Imperador Maximiliano I de Áustria em troca da elevação de seus territórios imperiais para um "Reino da Borgonha", co-iguais ao Reino francês dos seus primos de Valois. Os príncipes-eleitores, no entanto, prevenido destes planos, e o Duque Carlos necessitando de ajuda, começou uma campanha desesperada contra o Ducado da Lorena sendo foi morto na batalha de Nancy, a 1477. Para proteger seu patrimônio contra rei Luís XI de França, sua filha, Maria, no entanto, casou-se com Maximiliano no mesmo ano. O Arquiduque derrotou as tropas francesas na batalha de Guinegatte de 1479 e em 1493 o Tratado de Senlis anexando as Dezessete Províncias - incluindo os feudos franceses da Flandres e Artois - para a Casa de Habsburgo. A soberania finalmente passou para o Império com o Tratado de Cambrai em 1529. O Ducado da Borgonha foi apreendida como um feudo revertido pela Coroa Francesa.
O neto de Maximiliano e sucessor, imperador Carlos V de Habsburgo eventualmente ganhou as guerras Guéldricas e pós todas as Dezessete Províncias sob seu governo, este sendo o Ducado de Gueldres em 1543. Tratado de Borgonha de 1548 deslocado as Dezessete Províncias do círculo inferior Reno-Vestfália ao círculo burgúndio, resultando em um ganho significativo de territorial para a obrigação de imposto este último e maior. A Pragmática Sanção de 1549 determinou que as províncias devessem permanecer unidas no futuro e herdada pelo mesma monarca. Portanto, Carlos V introduziu o título de Heer der Nederlanden ("Senhor dos Países Baixos"). Só ele e seu filho já usaram esse título. Após a abdicação de Carlos V em 1556, seus reinos foram divididos entre seu filho, Rei Filipe II de Espanha e seu irmão, o Imperador Fernando I. As Dezessete Províncias foram para seu filho Filipe.
Conflitos entre Filipe II e seus súditos holandeses levaram à Guerra dos Oitenta Anos, que começou em 1568. As sete províncias do Norte ganharam a sua independência como República chamada Sete Províncias Unidas. Eles eram:
1) a senhoria de Groningen e do Ommelanden
2) a senhoria da Frísia
3) o senhorio de Overijssel
4) o Ducado de Gueldres (exceto seu trimestre superior) e o Condado de Zutphen
5) o bispado, mais tarde Conde de Utrecht
6) o Condado da Holanda
7) o Condado de Zeeland
As Províncias do Sul - Flandres, Brabant, Namur, Hainaut, Luxemburgo e assim por diante - foram recuperadas pelo domínio espanhol, graças ao talento militar e político do Duque de Parma, especialmente no cerco a Antuérpia (1584-1585). Portanto, estas províncias tornaram-se conhecidas como a Holanda Espanhola ou Países Baixos do Sul.
As Sete Províncias Unidas do Norte manteve partes de Limburgo, Brabante e Flandres, durante e depois da Guerra dos Oitenta Anos, que terminou com o Tratado de Vestfália em 1648.
Artois e partes da Flandres e Hainaut foram cedidas à França durante o século XVII e XVIII.

## Composição
Após a Dieta de Augsburg (1548), o Círculo era composto pelos seguintes territórios:
| Nome                  | Tipo de entidade      | Comentário |
| --------------------- | --------------------- | --- |
| Dezessete Províncias  |                       | |
| Artois                | Condado               | Cedido por França em 1493; e anexado por França em 1659. Tratado dos Pirenéus.                                                 |
| Brabante              | Ducado                | incluindo o Margraviato de Antuérpia. Incluido el Marquesado de Amberes.                                                       |
| Drente                | Condado               | se separou para formar parte das Províncias Unidas em 1579.                                                                    |
| Flandes               | Condado               | |
| Frísia                | Senhorio              | se separou para formar parte das Províncias Unidas em 1579.                                                                    |
| Groninga e Ommelanden | Senhorio              | esta se separou para formar parte das Províncias Unidas em 1579; a Cidade de Groningen se juntou as Províncias Unidas em 1594. |
| Güeldres              | Ducado                | com exceção de Guelders Superior, se separou para formar parte das Províncias Unidas de 1579.                                  |
| Hainaut               | Condado               | |
| Holanda               | Condado               | se separou para formar parte das Províncias Unidas em 1579.                                                                    |
| Limburgo              | Ducado                | Vinculado o Ducado de Brabante.                                                                                                |
| Luxemburgo            | Ducado                | |
| Malinas               | Senhorio              | uma Senhoria pessoal do Duque da Borgonha.                                                                                     |
| Namur                 | Marquesado            | |
| Overijssel            | Senhorio              | se separou para formar parte das Províncias Unidas em 1579                                                                     |
| Utrecht               | Senhorio              | se separou para formar parte das Províncias Unidas em 1579                                                                     |
| Zelândia              | Condado               | feito pelos Condes de Holanda; se separou para formar parte das Províncias Unidas em 1579.                                     |
| Zutphen               | Condado               | Vinculado ao Ducado de Güeldres; se separou para formar parte das Províncias Unidas em 1579                                    |
| Franco-Condado        |                       | |
| Borgonha              | Condado               | Anexado pela França em 1678. Tratados de Nimegue.                                                                              |
| Besançon              | Cidade Imperial Livre | Anexado pela França em 1678. Tratados de Nimegue.                                                                              |

## Literatura
- Winfried Dotzauer: o alemão Imperial círculos (1383-1806). Histórico e arquivo de edição. Franz Steiner Verlag, Stuttgart 1998, ISBN 3-515-07146-6
- (http://books.google.de/books?id=nivgmctAVyAC & pg = PA390). S. 390ff.
- Gerhard Köbler: Dicionário histórico dos Estados alemães. Os territórios alemães e igualdade imperialmente imediata da idade média ao presente. 7ª Edição, C.H. Beck, München 2007, ISBN 978-3-406-54986-1, p. XX.